# Justyna Kasprzycka-Pyra
Justyna Kasprzycka-Pyra (ur. 20 sierpnia 1987 w Głubczycach) – polska lekkoatletka specjalizująca się w skoku wzwyż.

## Kariera
W 2007 i 2009 roku zajmowała dziewiąte miejsce w młodzieżowych mistrzostwach Europy. Ósma skoczkini uniwersjady w Kazaniu oraz szósta zawodniczka mistrzostw świata w Moskwie. Wicemistrzyni igrzysk frankofońskich (2013). Czwarta zawodniczka halowych mistrzostw świata (2014). W 2015 zajęła 6. miejsce podczas halowego czempionatu Europy w Pradze. 
Reprezentantka Polski w meczach międzypaństwowych oraz drużynowym czempionacie Starego Kontynentu. 
Wielokrotna finalistka mistrzostw Polski seniorów ma w dorobku dwa złote (Toruń 2013, Szczecin 2014) i jeden brązowy medal (Bydgoszcz 2009). Stawała na podium halowych mistrzostw Polski zdobywając dwa srebra (Spała 2013 i Sopot 2014) oraz brąz (Spała 2011). Medalistka młodzieżowych mistrzostw kraju oraz halowego czempionatu juniorów i juniorów młodszych. 
Rekordy życiowe: stadion – 1,99 (31 maja 2014, Eugene oraz 17 sierpnia 2014, Zurych) – wyrównany rekord Polski; hala – 1,97 (8 marca 2014, Sopot).

## Osiągnięcia
| Rok  | Impreza                                 | Miejsce   | Pozycja     | Wynik |
| ---- | --------------------------------------- | --------- | ----------- | ----- |
| 2007 | Młodzieżowe mistrzostwa Europy          | Debreczyn | 9. miejsce  | 1,82  |
| 2009 | Młodzieżowe mistrzostwa Europy          | Kowno     | 9. miejsce  | 1,79  |
| 2010 | Superliga drużynowych mistrzostw Europy | Bergen    | 12. miejsce | 1,75  |
| 2013 | Uniwersjada                             | Kazań     | 8. miejsce  | 1,84  |
| 2013 | Mistrzostwa świata                      | Moskwa    | 6. miejsce  | 1,97  |
| 2013 | Igrzyska frankofońskie                  | Nicea     | 2. miejsce  | 1,88  |
| 2014 | Halowe mistrzostwa świata               | Sopot     | 4. miejsce  | 1,97  |
| 2014 | Mistrzostwa Europy                      | Zurych    | 4. miejsce  | 1,99  |
| 2015 | Halowe mistrzostwa Europy               | Praga     | 6. miejsce  | 1,94  |